# Іґо Сим
І́ґо Сим, справжнє ім'я — Юліа́н Ка́роль Сим (пол. Igo Sym; нар.3 липня 1896, Інсбрук, Австро-Угорщина — пом.7 березня 1941, Варшава, Польща) — польський, австрійський і німецький актор, один з найвідоміших польських колаборантів Третього Рейху.

## Біографія
Іґо Сим (справжнє ім'я Юліан) народився 3 липня 1896 року в Інсбруку, Австро-Угорщина в іммігрантській сім'ї поляка Антоні Сима (1862—1935), який був професійним лісником, і Юлії Сеппі, австрійки за походженням. Мав двох старших братів: Ернест Сим (1893—1950) став біохіміком, а Альфред (1899—1973) — відомим композитором і диригентом. Після смерті чоловіка мати Іґо з усіма трьома синами повернулася до Польщі та, отримавши польське громадянство, оселилася в сілезькому Живеці.
У 1913 році Сим поступив до Віденської консерваторії, але провчився менше року через початок Першої світової війни. З 1914 році Сим став добровольцем Австро-угорської армії й усі чотири роки провів на фронті, закінчивши війну в чині обер-лейтенанта. Після здобуття Польщею незалежності продовжив службу в польській піхоті до 1921 року. Після цього працював клерком живецької філії Національного економічного банку, де займався польсько-німецькою кореспонденцією установи.
20 червня 1920 року Іґо Сим одружився у Варшаві на доньці художника Юліана Фалата Гелені Риті Здиславі Фалат (1901—1931), від якої мав сина Юліана Піотра (1922—1929). Хлопчик помер від менінгіту у 9-річному віці і, незабаром після цього, у 1931 році, Гелена покінчила життя самогубством.

### Міжвоєнний період
У 1925 році Іґо Сим вступив до приватної акторської школи відомого театрального і кінорежисера Віктора Беганського та дебютував у його стрічці «Вампіри Варшави». Debiut w filmie — Wampiry Warszawy z 1925 — umożliwiła Symowi uroda. Після цього багато знімався в кіно, одночасно виступаючи в ревю у невеликих театрах Варшави. Завдяки зовнішнім даним і винятковій фізичній формі, що збереглася з часу військової служби, грав переважно елегантних красенів-чоловіків, аристократів, офіцерів тощо.
У 1927 році Сим перериває навчання і прибуває до Відня, де укладає контракт із студією Sascha-Filmstudios AG, незабаром стає її директором та впродовж двох років знімається в австрійських фільмах. Через два роки актор переїхав до Німеччини, де знявся у низці кінострічок, де його партнерками були, зокрема, Марлен Дітріх та Ліліан Гарві.
На початку 1930-х років, Іґо Сим повернувся до Польщі та, склавши іспит в акторській школі, поступив в естрадні театри «Банда» і «Голлівуд». З приходом звукового кіно йому довелося відмовитися від головних ролей, ймовірно, через недосконалу майстерність володіння польською мовою, що в епоху звукового кіно стало необхідною вимогою для акторів. Іґо знімався в ролях другого плану, однією з яких була в легендарному фільмі «Шпигун у масці» (1933). В цілому ж, Іґо Сим майже повністю переключився на естраду; виступав з музичними номерами, серед яких особливою популярністю користувався той, де актор акомпанував собі на пилці.

### Друга світова війна

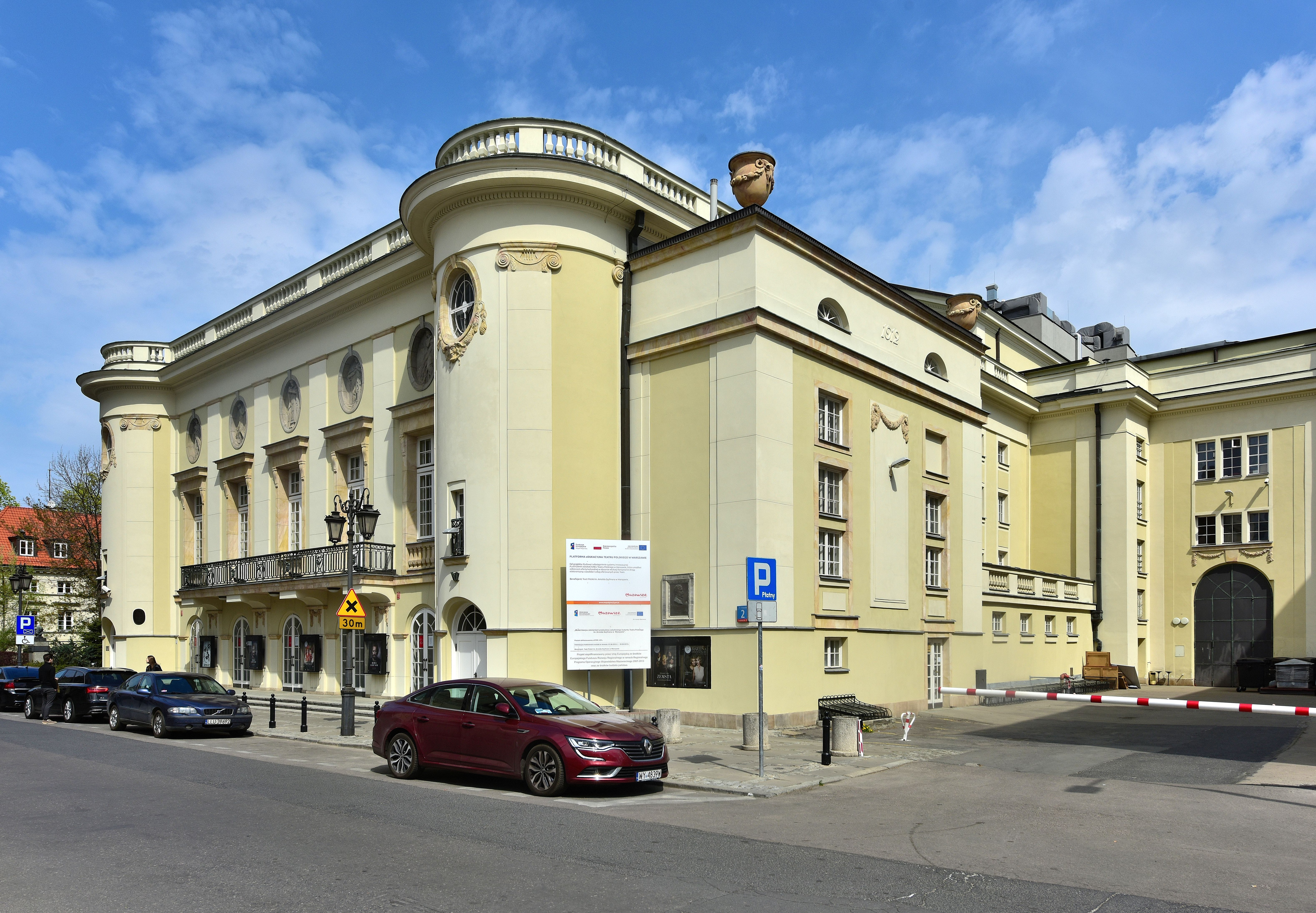
Польський театр у Варшаві, під час німецької окупації перейменований в «Theater der Stadt Warschau»

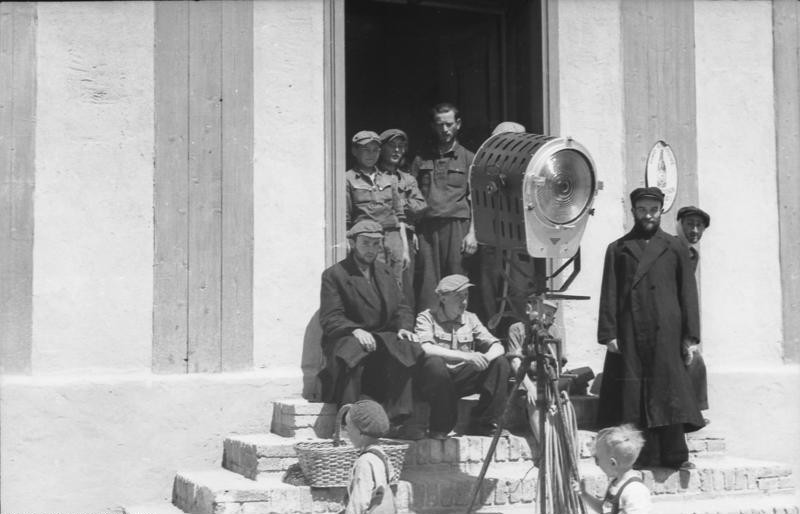
Знімальна група Повернення додому (Heimkehr) (1941)

На початку Другої світової війни Іґо Сим залишався у Варшаві. Під час оборони міста працював у Цивільній гвардії: рив протипіхотні рови, діставав поранених з-під уламків. Після здачі столиці Польщі і з початку діяльності окупаційної влади він працював перекладачем у магістраті та у військовій комендатурі реєстрації транспортних засобів. Наприкінці 1939 року отримав статус Фольксдойче (нім. Volksdeutscher, громадянин Рейху), що дало Симу, завдяки його довоєнній славі, легітимізуватися при новій владі. Управління пропаганди Генерал-губернаторства «Propaganda-Abteilung» довірило йому посаду директора «Theater der Stadt Warschau» (колишній Польський театр на вул. Карася, 2) і кінотеатр Тільки для німців «Гельґоланд» (нім. Helgoland, довоєнний «Палладіум», вул. Злота, 7/9). Сим також отримав концесію на Театр Комедії на вул. Кредитовій, 14. У 1940 році він організував набір польських акторів для участі у зйомках анти-польського фільму «Повернення додому» (1941, реж. Г. Учицкі).
Ще до початку війни Іґо Сим був агентом німецької розвідки. Під час окупації він продовжив свою розвідувальну діяльність, тепер уже як таємний інформатор (комітент) гестапо. На початку війни він допоміг організувати засідку, під час якої було заарештовано Ганку Ордонувну, його довоєнну партнерку по театру і кіно. Активність Сима відслідковував Роман Невярович, актор і режисер Театру комедії, який у підпіллі керував однієї з бригад контррозвідки Союзу збройної боротьби на прізвисько «Лада». У вересні 1939 року в польському консульстві в Будапешті, під час евакуації польською влади, Р. Невяровичу, котрий готувався до підпільної діяльності в окупованій Варшаві, співробітники «двійки» доручили простежити за Іґо Симом, оскільки були підозри щодо його довоєнної співпраці з німецькою розвідкою і контррозвідкою.

### Замах на Сима
За співпрацю з окупантами Спеціальний військовий суд Польської підпільної держави виніс Іґо Симу смертний вирок, який було приведено в дію рано вранці 7 березня 1941 року.
Безпосереднє виконання вироку трибунал поклав на бойову групу «ZOM» Варшавського округу Союзу збройної боротьби (ZWZ, пол. Związek Walki Zbrojnej) у складі:
- Підпоручик Богдан Роголінський, псевдонім «Сірий», командир групи
- Підпоручик Роман Розміловський, псевдонім «Завада» (він же «Срібний»)
- Капрал Віктор Клімашевський, псевдонім «Малий»

Через кілька місяців потому «Завада» так описував замах:
| “ | [Сим] мешкав на четвертому поверсі у будинку по вул. Мазовецькій, 10. О 7:10 ми постукали в двері. Відкрила покоївка. “Чим можу служити?” “Чи не можна бачити пана директора Сима? Йому важлива телеграма.” “Так, я тут.” “Це ви пан Іґо Сим?” “Так-так. Давайте”. В цей час я вистрілив, цілячись Vis'ом прямо в серце. Постріл був точним. Він упав долілиць без стогону. Ми побігли вниз сходами. Потім спокійно пішли додому. | „ |
|   | |   |

### Репресії за вбивство

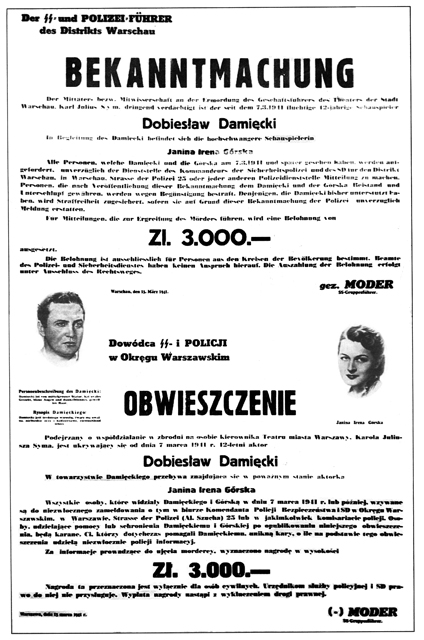
Орден на арешт подружжя Даменцьких, виданий через тиждень після замаху.

Хоча винних у замаху на Іґо Сима не знайшли, губернатор Варшави Людвіг Фішер заявив, що він був убитий поляками. Уже через три години після вбивства Сима німці оголосили про взяття заручників і про припинення роботи театрів, ресторанів, кінотеатрів для поляків та інших подібних закладів до 7 квітня 1941 року. Одночасно було створено спеціальну комісію з розслідування обставин смерті Іґо Сима (нім. Mordkommision Igo Sym), яка на підставі доносу оголосила в розшук двох головних підозрюваних у вбивстві — акторську подружню пару Ірену Горську і Добеслава Даменцького з варшавського Польського Театру. Після цього актори вимушені були переховуватися до кінця війни.
Впродовж наступних двох днів німці заарештували 100 чоловіків і 18 жінок. 11 березня 21-го заручника було розстріляно в Пальмірах. Одночасно гестапо провело чистки в акторському середовищі. Були заарештовані та відправлені до концтабору Аушвіц директори і режисери театрів Стефан Ярач і Леон Шиллер, а також актори Броніслав Дарджинський, Тадеуш Канський і Збігнєв Саван.

## Фільмографія (вибіркова)

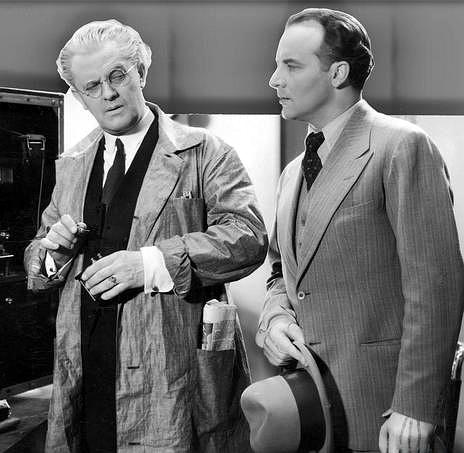
Єжи Лещинський (ліворуч) та Іґо Сим у фільмі Шпигун у масці (1933)

| Рік  | Фільм                                         | Оригінальна назва                            | Роль                            |
| ---- | --------------------------------------------- | -------------------------------------------- | ------------------------------- |
| 1925 | Вампіри Варшави. Таємниця таксі № 1051        | Wampiry Warszawy. Tajemnica taksówki nr 1051 | Тадеуш Wyzewicz, lawyer         |
| 1927 |                                               | Pratermizzi                                  | Фрайхерр Крістіан фон B.        |
| 1927 | Коханка Шамоти                                | Kochanka Szamoty                             | Єжи Шамота                      |
| 1927 | Тінгель Тангель                               | Tingel Tangel                                | Маркус де ла Мота               |
| 1927 | Кафе «Електрик»                               | Café Elektric                                | макс Штогер, інженер            |
| 1928 | Кайзерджагер                                  | Kaiserjäger                                  | лейтенант Кайзерджагер          |
| 1928 | Кохання у травні                              | Liebe im Mai                                 |                                 |
| 1929 | Ерцгерцог Йоганн                              | Erzherzog Johann                             | ерцгерцог Йоганн                |
| 1929 | Занурення                                     | Spelunke                                     | каторжник                       |
| 1929 | Скільки любові?                               | Was kostet Liebe?                            | Люсьєн                          |
| 1929 | Прощання Максотти                             | Adieu Mascotte                               | Жан Дардьє, автор               |
| 1929 | Моя сестра і я                                | Meine Schwester und ich                      | доктор Густав Мюллер            |
| 1929 | Пан та його слуга                             | Die Herrin und ihr Knecht                    | принц Фергюссов                 |
| 1930 | Досвід ночі                                   | Das Erlebnis einer Nacht                     | Андре Лебрюн                    |
| 1930 | Студентка хімічного факультету Гелена Вільфюр | Stud. chem. Helene Willfüer                  | Райнер                          |
| 1930 | Відень, місто пісень                          | Wien, du Stadt der Lieder                    | Пепі, син Покорного             |
| 1930 | Жиголо                                        | Gigolo                                       | жиголо                          |
| 1930 | Тільки на Рейні                               | Nur am Rhein …                               | капітан Беррімор                |
| 1930 | Дівчина з Волги                               | Das Wolgamädchen                             | лейтенант Владимир Трояновський |
| 1930 | Стара пісня                                   | Das alte Lied                                | Ганс фон Ланген                 |
| 1931 |                                               | Kasernenzauber                               | лейтенант фон Роден             |
| 1931 | Я вийшла заміж за мого чоловіка               | Ich heirate meinen Mann                      | Віллі Картер                    |
| 1932 | Автомобіль і немає грошей                     | Ein Auto und kein Geld                       | маркіз делла Серра              |
| 1932 | Палац на колесах                              | Palac na kólkach                             | Еугеніуш Ранцевич, менеджер     |
| 1933 | Шпигун у масці                                | Szpieg w masce                               | шеф польської контррозвідки     |
| 1934 | Пробудження                                   | Przebudzenie                                 | учитель музики                  |
| 1935 | Кохання випускниці                            | Milosc maturzystki                           | учитель музики                  |
| 1937 | Дипломатична дружина                          | Dyplomatyczna zona                           | тенор                           |
| 1937 | Серенада                                      | Serenade                                     | Фердинанд Лонер, 1-ша скрипка   |
| 1939 | Дружина і не дружина                          | Zona i nie zona                              | Дюваль                          |
| 1940 | Золота маска                                  | Zlota maska                                  | архітектор Рачевський           |